# Heinrich von Weber

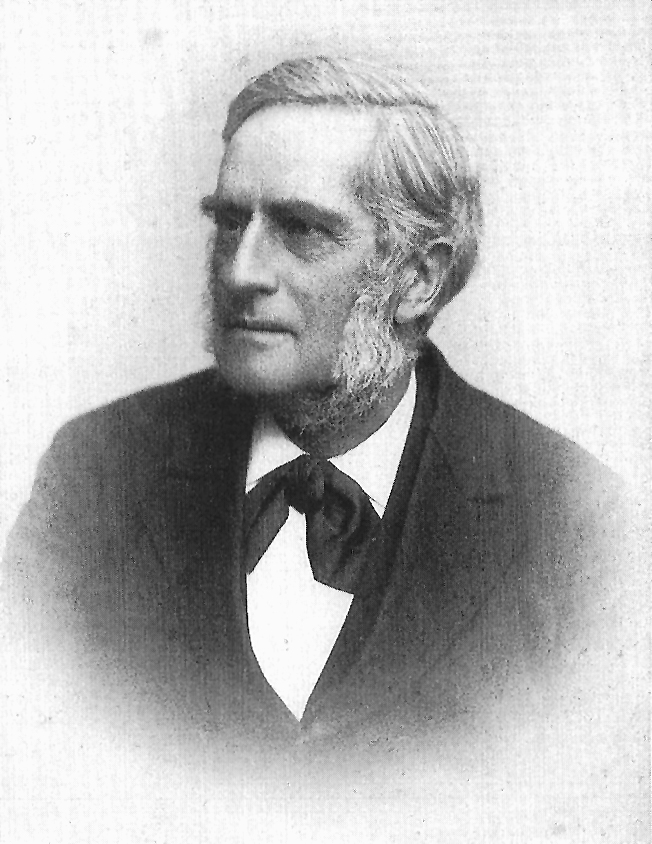
Heinrich von Weber (um 1880)

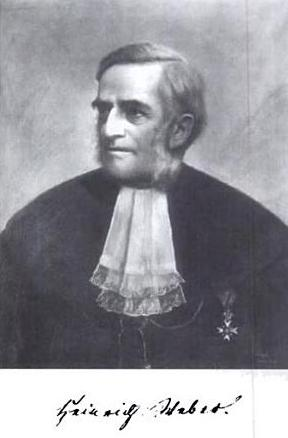
Heinrich von Weber nach 1877, auf dem Bilde trägt er das Ritterkreuz mit Krone

Ludwig Karl Heinrich Weber, ab 1875 von Weber, (* 8. Dezember 1818 in Stuttgart; † 17. April 1890 in Tübingen) war ein deutscher Agrarökonom sowie Professor für Forst- und Landwirtschaft.

## Leben
Während seines Studiums wurde er 1835 Mitglied der Burschenschaft Germania Tübingen. Heinrich von Weber war 1845 zusammen mit Bernhard Ulrichs Mitbegründer der Kurhessischen Landwirtschaftlichen Lehranstalt Beberbeck bei Kassel. Vom Frühjahr 1845 bis Herbst 1848 war er dort Gutsverwalter und ab Herbst 1845 Lehrer der Landwirtschaft an dieser Anstalt.
1851 heiratete er Mathilde Walz, die später unter dem Namen Mathilde Weber als wichtige Frauenrechtlerin bekannt wurde. Von 1850 bis 1954 war er als Ökonomierat und Nachfolger seines Schwiegervaters Vorstand der 1842 gegründeten Ackerbauschule in Ellwangen. 1854 wurde er an die Universität Tübingen berufen. Bis zu seinem Lebensende war er dort Professor für Forst- und Landwirtschaft. 1858 schloss er einen Pachtvertrag über das Gut Bläsiberg bei Tübingen. 1870 zog das Ehepaar in die Tübinger Neckarhalde 52 um.

## Nobilitierung
Heinrich von Weber erhielt 1875 das Ritterkreuz Erster Klasse des Ordens der württembergischen Krone, damit war die Erhebung in den persönlichen, nicht vererbbaren Adel verbunden. 1877 erhielt er den Orden in Ausprägung mit Krone.

## Politik
Er war Mitglied der Deutschen Partei. 1880 rückte er für Friedrich Ludwig von Geß im Wahlkreis für das Oberamt Tübingen in den Württembergischen Landtag nach. Diesem gehörte er bis zu seinem Tod an.

## Schriften
- Gustav Walz: Landwirtschaftliche Betriebslehre, von Prof. Dr. Weber in Tübingen durchges. u. vielfach verm. Aufl., Cotta, Stuttgart 1878.
- Außerdem zahlreiche Aufsätze in Fachzeitschriften.